# ژروتکی (ناحیه بلانسکو)
ژروتکی (به چکی: Žerůtky) یک منطقهٔ مسکونی در جمهوری چک است که در ناحیه بلانسکو واقع شده‌است. ژروتکی ۲٫۹۶ کیلومتر مربع مساحت و ۶۲ نفر جمعیت دارد و ۳۷۰ متر بالاتر از سطح دریا واقع شده‌است.